# Hans Martini (Verwaltungsjurist)
Hans Martini (* 1890 in Frankenthal (Pfalz); † 1969) war ein deutscher Verwaltungsjurist und Regierungspräsident Schwabens.

## Werdegang
Hans Martini, Sohn eines Richters am Bayerischen Obersten Landesgericht, begann nach dem Abitur 1910 am Wilhelmsgymnasium München ein Jurastudium in München. Nach der Teilnahme am Ersten Weltkrieg folgte 1921 die große juristische Staatsprüfung. Ab 1922 war er Bezirksamtmann in Illertissen. 1929 war er als Regierungsrat mit Titel und Rang eines Regierungsrats I. Klasse im Bayerischen Staatsministerium des Innern als persönlicher Referent des bayerischen Innenministers Karl Stützel, wie er Mitglied der Bayerischen Volkspartei, tätig. Da er nach 1933 nicht der NSDAP beitrat, wurde er ab 1935 bei der Bayerischen Versicherungskammer beschäftigt. Martini war nach Ende des Krieges als Ministerialrat tätig und mit der Leitung der Bayerischen Versicherungskammer betraut. Kurzfristig war er 1945 auch als Bayerischer Innenminister im Gespräch. Am 1. März 1946 wurde er dienstenthoben, aber von der Militärregierung wieder eingesetzt. Martini war ab 1. Juli 1949 Regierungspräsident Schwabens. Dabei übte er teilweise scharfe Kritik an der Tätigkeit der Ministerien in München. Am 31. Juli 1955 ging er in den Ruhestand.
Seit 1910 war er Mitglied der katholischen Studentenverbindung KDStV Aenania München.